# Georges Blondel
Georges Blondel (* 8. März 1856 in Dijon; † 31. Juli 1948 in Paris) war ein französischer Jurist, Journalist und Wirtschaftshistoriker.

## Leben
Georges Blondel fiel durch seine Veröffentlichungen über Deutschland und die Deutschen auf. Er lehrte an der École des Hautes Études Commerciales und dem Collège de France in Paris. 1909 wurde er zum assoziierten Mitglied der Académie royale des Sciences, des Lettres et des Beaux-Arts de Belgique gewählt.

## Werke
Dies ist eine unvollständige Auswahl seiner Werke:
- L’Ouvrier allemand, 1899.
- L’Essor industriel et commercial du peuple allemand, 1898.
- L’Éducation économique du peuple allemand, 1908.
- Que peut-on dire aujourd’hui des Allemands?, Perrin, Paris 1920
- Le Triomphe du germanisme, 1934.